# Joan Adriaan Hugo van Zuylen van Nijevelt
Joan Adriaan Hugo baron van Zuylen van Nijevelt (Den Haag, 5 februari 1854 - Doorn, 16 juni 1940) was een Nederlands bestuurder en dirigent, lid van het geslacht Van Zuylen van Nijevelt.

## Familie
Van Zuylen werd geboren als zoon van mr. Hugo Ferdinand baron van Zuylen van Nijevelt (1821-1872) en Wilhelmina Louisa Frederika gravin van Limburg Stirum (1815-1903). Zijn vader was onder andere gemeenteraadslid van 's-Gravenhage en lid van Provinciale en Gedeputeerde Staten van Zuid-Holland, en daarnaast zeker tussen 1852 en 1866 voorzitter van de Haagse afdeling van de Maatschappij tot Bevordering der Toonkunst. Zijn vader was kamerheer van de koningen Willem II en Willem III; zijn moeder was hofdame van koningin Sophie. Hij trouwde in 1890 met jkvr. Ada Wilhelmina van Loon (1858-1939), lid van de Amsterdamse regentenfamilie Van Loon en eigenaresse van Hydepark; uit dit huwelijk werd een dochter geboren.

## Biografie
Van Zuylen promoveerde in 1876 op stellingen in de rechten te Leiden. Daarna vestigde hij zich als advocaat waarna hij in 1879 in dienst trad van het Kabinet des Konings. Van 1886 tot 1918 was hij gemeenteraadslid van Den Haag. Hij was tevens commissaris bij de Billiton Maatschappij en Mijnbouwmaatschappij Stannum te Den Haag. Hij was vanaf 1883 kamerheer in buitengewone dienst van koning Willem III en daarna van koningin Wilhelmina.
Zijn muziekopleiding begon op zesjarige leeftijd. Hij kreeg les van hofpianist Izaäk Stortenbeker, Jan George Mulder (viool en altviool) en Wilhelm Heinrich Christoph Schmölling (muziektheorie). Zijn debuut als dirigent vond plaats in 1888 in het Kurhaus te Scheveningen. Hij werd beschouwd als kenner van de werken van Johannes Brahms, wiens werken hij regelmatig liet uitvoeren. Hij gaf daarbij zelf een tijd lang leiding aan de "volksconcerten" in Den Haag. Zijn opvolger wat dat betreft was Henri Viotta. Van Zuylen werd toen verantwoordelijk voor de winterconcerten (concerten zonder solist), waar hij tot 1927 leiding aan gaf. In 1904 richtte hij samen met onder meer Viotta het Residentie Orkest op en hij was van 1904 tot 1926 de voorzitter van dat orkest. Al in 1903 was hij voorzitter van een commissie, die zes concerten organiseerde voor genoemd orkest in Diligentia. Hij heeft als dirigent ook driemaal het Concertgebouworkest geleid. Daarnaast was hij enige jaren secretaris van de Commissie van Toezicht van het koninklijk conservatorium in Den Haag.
Van Zuylen was lid van het comité van directeuren van de Carnegiestichting. Ter viering van zijn zeventigste verjaardag werd in 1924 een door Gerard Vrint (1870-1954) ontworpen plaquette aangebracht in het Gebouw voor kunsten en wetenschappen. Vanwege een matige gezondheid trok het echtpaar zich in 1927 terug op landgoed Hydepark, alwaar beiden overleden. 
Van zijn hand verscheen Muzikale studiën  en de artikelen Muzikaal Den Haag voor 50 jaar en De violoncel in muziekblad Euphonia (1918).
Mr. J.A.H. baron van Zuylen van Nijevelt was ridder in de Orde van de Nederlandse Leeuw, commandeur in de Huisorde van Oranje (1914) en Orde van verdienste van Waldeck en Pyrmont. 
- Gemeinsame Normdatei: 125457364X
- International Standard Name Identifier: 0000 0003 9655 9054
- Nederlandse Thesaurus van Auteursnamen: 074729438
- Virtual International Authority File: 291514833
- WorldCat: E39PBJyCHWdvbhtJHxttgWwV4q